# Kristoff St. John
Kristoff St. John (Nueva York; 15 de julio de 1966-Los Ángeles; 3 de febrero de 2019) fue un actor estadounidense. De 1991 a 2019, interpretó el papel de Neil Ganadorters en The Young and the Restless, que le valió nueve nominaciones a los premios Daytime Emmy y diez premios NAACP Image.

## Sus orígenes
Su padre, Christopher St. John, era actor y director, mientras que su madrastra, Marie, era una actriz que se graduó en la Real Academia de Arte Dramático de Londres. 

## Carrera
Cuando era niño, St. John interpretó a un joven Alex Haley en la miniserie de la cadena ABC de 1979 Roots: The Next Generations. También hizo una pequeña aparición como Booker Brown en la comedia de ABC Happy Days, e interpretó a un novio de Denise Huxtable en un episodio de The Cosby Show. En su primer papel importante, apareció como Charlie Richmond, Jr. en la comedia de la CBS de 1985 Charlie & Co.
El primer papel principal de St. John fue el de Adam Marshall en la telenovela Generations, de la NBC. Después de la cancelación del programa en 1991, obtuvo el papel de Neil Ganadorters en The Young and the Restless, e interpretó al personaje durante veinticinco años; ningún actor afroamericano había aparecido en dicho programa con más frecuencia que St. John. En 1992, ganó el Premio Daytime Emmy al mejor actor joven en una Serie de Drama por su papel. El 5 de septiembre de 1994, fue el invitado del programa CBS Soap Break. 
En 2005, St. John se convirtió en un invitado especial para el canal TV Guide Channel. En 2007, recibió su quinta nominación al Daytime Emmy. En esta ocasión, fue nominado a mejor actor de reparto. En 2008, St. John ganó su segundo Daytime Emmy, como mejor actor de reparto en una Serie de Drama. Además, participó como juez en el Festival de Cine Iraní Noor de 2012 en Los Ángeles.[cita requerida]

## Vida personal
St. John se casó y se divorció dos veces. Tuvo un hijo, Julian (1989-2014) y una hija, Paris Nicole (nacida en 1992) con su primera esposa, la boxeadora Mia St. John. Julian se suicidó el 23 de noviembre de 2014 tras una larga historia de enfermedad mental.
St. John estuvo casado con Allana Nadal desde 2001 hasta 2007, y tuvieron una hija, Lola (nacida el 15 de abril de 2003). El 31 de agosto de 2018, estaba comprometido con la modelo rusa Kseniya Olegovna Mikhaleva, y habían planeado casarse en el otoño de 2019.[cita requerida]
Fue un defensor de los derechos de los animales y los veganos, y apareció en dos campañas publicitarias de PETA.
St. John fue encontrado muerto el 3 de febrero de 2019 en su casa de Los Ángeles, California. Tenía 52 años.

## Filmografía

### Cine y televisión
| Año       | Título                                   | Papel                 | Notas                              |
| --------- | ---------------------------------------- | --------------------- | ---------------------------------- |
| 1975      | Esa es mi mamá                           | Andy                  |                                    |
| 1976-77   | Big John, Little John                    | Homero                |                                    |
| 1976      | Días felices                             | Booker Brown          |                                    |
| 1977      | Mujer Maravilla                          | Linc                  | Acreditado como Christoff St. John |
| 1977      | Los vagos de la playa de San Pedro       | Ralphie               |                                    |
| 1979      | El campeón                               | Hijo                  |                                    |
| 1979-1980 | Los osos de las malas noticias           | Ahmad Abdul Rahim     |                                    |
| 1984      | The Cosby Show                           | David James           |                                    |
| 1985-1986 | Charlie & Co.                            | Charlie Richmond, Jr. |                                    |
| 1988      | Un mundo diferente                       | EZ Brooks             |                                    |
| 1989-1991 | Generaciones                             | Adam Marshall         |                                    |
| 1989      | Línea de meta                            | Tito Landreau         |                                    |
| 1991-2019 | The Young and the Restless               | Neil Ganadorters      | Personaje regular                  |
| 1998      | Family Matters                           | D'Andre               |                                    |
| 1994-1999 | CBS Soap Stop                            | Anfitrión             |                                    |
| 1996      | Martin                                   | Fred Livingston       |                                    |
| 1997      | Viviendo soltero                         | Norwood               |                                    |
| 1997      | The Jamie Foxx Show                      | Morris                |                                    |
| 1997      | La niñera                                | Él mismo              |                                    |
| 2001      | Caja de Pandora                          | Victor Dubois         |                                    |
| 2005      | Carpool Guy                              | Steven                |                                    |
| 2009      | Todo el mundo odia a Chris               | Él mismo              |                                    |
| 2013      | 20 pies abajo: la oscuridad descendiendo | Smitty                |                                    |
| 2017      | Un crucero de navidad                    | Jake                  | Película para televisión           |

## Premios y nominaciones
- 1985 Premio Young Artist al Mejor Actor Joven Protagonista en una Nueva Serie de Televisión (Charlie & Co.) Nominación
- 1990 Daytime Emmy Award a Mejor Actor de Reparto en una Serie de Drama (Generaciones) Nominación
- 1991 Daytime Emmy Award a Mejor Actor Joven en una Serie Dramática (Generaciones) Nominación
- 1993 Daytime Emmy Award a Mejor Actor Joven en una Serie de Drama (The Young and the Restless) Ganador
- 1993 Premio resumen de la telenovela para el más joven excepcional actor (The Young and the Restless) Nominación
- Premio a la imagen de NAACP de 1994 por actor sobresaliente en una serie de drama diurno (The Young and the Restless) Ganador
- 1995 Premio NAACP a la imagen por actor sobresaliente en una serie de drama diurno (The Young and the Restless) Ganador
- 1996 Premio NAACP a la Imagen por Mejor Actor en una Serie de Drama Diurno (The Young and the Restless) Ganador
- 1997 Premio NAACP a la Imagen por Mejor Actor en una serie de drama diurno (The Young and the Restless) Ganador
- 1998 Premio NAACP a la imagen por actor sobresaliente en una serie de drama diurno (The Young and the Restless) Nominación
- 1999 Premio NAACP a la imagen por actor sobresaliente en una serie de drama diurno (The Young and the Restless) Nominación
- 2000 Premio NAACP a la Imagen por Mejor Actor en una Serie de Drama Diurno (The Young and the Restless) Nominación
- 2001 Premio NAACP a la imagen por actor sobresaliente en una serie de drama diurno (The Young and the Restless) Nominación
- 2002 Premio NAACP a la imagen por actor sobresaliente en una serie de drama diurno (Los jóvenes y los inquietos) Nominación
- Premio a la imagen de NAACP 2003 por actor sobresaliente en una serie de drama diurno (The Young and the Restless) Ganador
- 2003 Premio resumen de la telenovela como Mejor Actor (The Young and the Restless) Nominación
- Premio NAACP a la imagen 2004 por Mejor actor en una serie de drama diurno (The Young and the Restless) Ganador
- 2005 Premio NAACP a la imagen por actor destacado en una serie de drama diurno (The Young and the Restless) Nominación
- Premio a la imagen NAACP 2006 por Mejor actor en una serie de drama diurno (Los jóvenes y los inquietos) Nominación
- Premio NAACP Image 2007 a Mejor Actor en una serie de drama diurno (The Young and the Restless) Ganador
- 2007 Daytime Emmy Award a Mejor Actor de Reparto en una Serie de Drama (The Young and the Restless) Nominación
- Premio Daytime Emmy 2008 a Mejor Actor de Reparto en una Serie de Drama (The Young and the Restless) Ganador
- Premio a la imagen de NAACP 2008 por actor sobresaliente en una serie de drama diurno (The Young and the Restless) Ganador
- Premio Daytime Emmy 2015 a Mejor Actor de Reparto en una Serie de Drama (The Young and the Restless) Nominación
- Premio Daytime Emmy 2016 a Mejor Actor Principal en una Serie de Drama (The Young & The Restless) Nominación
- Premio Daytime Emmy 2017 a Mejor Actor Principal en una  Serie de Drama (The Young & The Restless) Nominación